# Live Through This
A Live Through This az amerikai Hole együttes második lemeze. 1994. április 12-én jelent meg, négy nappal azután, hogy a fronténekesnő Courtney Love férjét, Kurt Cobaint holtan találták házukban.
Zenéjében és szövegeiben is nagyban különbözik az együttes debütálásától, amelyet inkább a punk és a noise rock befolyásolt. A Live Through This esetében egy elfogadhatóbb rockhangzást alkalmaztak, amely inkább a dallamra és a dinamikára figyelt, háttérbe szorítva a torzítást és a kísérletező jelleget. A szövegek hitelesen adják vissza Love akkori életét: közszereplővé való átváltozását, szerepét feleségként és anyaként.
Az albumot a kritikusok nagyon jól fogadták, rajongó cikkeket írtak róla, az év végi összeállításokba is bekerült. A lemez nagy pénzügyi sikernek számított, világszerte több mint kétmillió példányban kelt el, egy évvel megjelenése után már multi platina volt. Szerepel az 1001 lemez, amit hallanod kell, mielőtt meghalsz című könyvben. A Doll Parts kislemez az 58. helyig jutott a Billboard Hot 100 listán, a 4.-ig a Hot Modern Rock Tracks listán.

## Az album dalai
|     | Cím                          | Szerző(k)                     | Hossz |
| --- | ---------------------------- | ----------------------------- | ----- |
| 1.  | Violet                       | Courtney Love, Eric Erlandson | 3:24  |
| 2.  | Miss World                   | Love, Erlandson               | 3:00  |
| 3.  | Plump                        | Love, Erlandson               | 2:34  |
| 4.  | Asking For It                | Love, Erlandson               | 3:29  |
| 5.  | Jennifer's Body              | Love, Erlandson               | 3:41  |
| 6.  | Doll Parts                   | Love                          | 3:31  |
| 7.  | Credit in the Straight World | Stuart Moxham                 | 3:11  |
| 8.  | Softer, Softest              | Love, Erlandson               | 3:27  |
| 9.  | She Walks on Me              | Love, Erlandson               | 3:23  |
| 10. | I Think That I Would Die     | Love, Erlandson, Kat Bjelland | 3:36  |
| 11. | Gutless                      | Love, Erlandson               | 2:15  |
| 12. | Rock Star                    | Love, Erlandson               | 2:42  |

## Közreműködők
- Courtney Love – gitár, ének
- Eric Erlandson – gitár
- Kristen Pfaff – basszusgitár, zongora, háttérvokál
- Patty Schemel – dob
- Dana Kletter – ének
- Kurt Cobain – háttérvokál az Asking For It és Softer, Softest dalokon